# Olimpiai érmesek listája súlyemelésben
Ez a lap az olimpiai érmesek listája súlyemelésben 1896-tól 2016-ig illetve a 2020-as új, módosított súlykategóriákat tartalmazza.

## Összesített éremtáblázat
(A táblázatokban Magyarország és a rendező nemzet sportolói eltérő háttérszínnel, az egyes számoszlopok legmagasabb értéke vagy értékei vastagítással kiemelve.)
Frissítve: 2017. április 7.
| A nyári olimpiai játékok összesített éremtáblázata súlyemelésben | A nyári olimpiai játékok összesített éremtáblázata súlyemelésben | A nyári olimpiai játékok összesített éremtáblázata súlyemelésben | A nyári olimpiai játékok összesített éremtáblázata súlyemelésben | A nyári olimpiai játékok összesített éremtáblázata súlyemelésben | Olimpia  |
| ---------------------------------------------------------------- | ---------------------------------------------------------------- | ---------------------------------------------------------------- | ---------------------------------------------------------------- | ---------------------------------------------------------------- | -------- |
|                                                                  | Ország                                                           | Arany                                                            | Ezüst                                                            | Bronz                                                            | Összesen |
| 1.                                                               | Szovjetunió (URS)                                                | 39                                                               | 21                                                               | 2                                                                | 62       |
| 2.                                                               | Kína (CHN)                                                       | 31                                                               | 15                                                               | 8                                                                | 54       |
| 3.                                                               | Egyesült Államok (USA)                                           | 16                                                               | 16                                                               | 12                                                               | 44       |
| 4.                                                               | Bulgária (BUL)                                                   | 12                                                               | 16                                                               | 8                                                                | 36       |
| 5.                                                               | Franciaország (FRA)                                              | 9                                                                | 3                                                                | 3                                                                | 15       |
| 6.                                                               | Törökország (TUR)                                                | 8                                                                | 1                                                                | 2                                                                | 11       |
| 7.                                                               | Irán (IRI)                                                       | 7                                                                | 5                                                                | 6                                                                | 18       |
| 8.                                                               | Németország (GER)                                                | 6                                                                | 7                                                                | 7                                                                | 20       |
| 9.                                                               | Görögország (GRE)                                                | 6                                                                | 5                                                                | 4                                                                | 15       |
| 10.                                                              | Észak-Korea (PRK)                                                | 5                                                                | 7                                                                | 5                                                                | 17       |
| 11.                                                              | Lengyelország (POL)                                              | 5                                                                | 6                                                                | 21                                                               | 32       |
| 12.                                                              | Olaszország (ITA)                                                | 5                                                                | 4                                                                | 5                                                                | 14       |
| 13.                                                              | Egyesített Csapat (EUN)                                          | 5                                                                | 4                                                                | 0                                                                | 9        |
| 14.                                                              | Thaiföld (THA)                                                   | 5                                                                | 2                                                                | 5                                                                | 10       |
| 15.                                                              | Egyiptom (EGY)                                                   | 5                                                                | 2                                                                | 4                                                                | 11       |
| 16.                                                              | Oroszország (RUS)                                                | 3                                                                | 8                                                                | 8                                                                | 19       |
| 17.                                                              | Dél-Korea (KOR)                                                  | 3                                                                | 4                                                                | 5                                                                | 12       |
| 18.                                                              | Ausztria (AUT)                                                   | 3                                                                | 4                                                                | 2                                                                | 9        |
| 19.                                                              | Csehszlovákia (TCH)                                              | 3                                                                | 2                                                                | 3                                                                | 8        |
| 20.                                                              | Ukrajna (UKR)                                                    | 3                                                                | 1                                                                | 1                                                                | 5        |
| 21.                                                              | Magyarország (HUN)                                               | 2                                                                | 9                                                                | 9                                                                | 20       |
| 22.                                                              | Románia (ROU)                                                    | 2                                                                | 7                                                                | 3                                                                | 12       |
| 23.                                                              | Japán (JPN)                                                      | 2                                                                | 3                                                                | 9                                                                | 14       |
| 24.                                                              | NSZK (FRG)                                                       | 2                                                                | 2                                                                | 3                                                                | 7        |
| 25.                                                              | Kolumbia (COL)                                                   | 2                                                                | 2                                                                | 2                                                                | 6        |
| 26.                                                              | Kuba (CUB)                                                       | 2                                                                | 1                                                                | 2                                                                | 5        |
| 27.                                                              | Grúzia (GEO)                                                     | 2                                                                | 0                                                                | 2                                                                | 4        |
| 28.                                                              | NDK (GDR)                                                        | 1                                                                | 4                                                                | 6                                                                | 11       |
| 29.                                                              | Fehéroroszország (BLR)                                           | 1                                                                | 4                                                                | 3                                                                | 8        |
| 29.                                                              | Kazahsztán (KAZ)                                                 | 1                                                                | 4                                                                | 3                                                                | 8        |
| 31.                                                              | Észtország (EST)                                                 | 1                                                                | 3                                                                | 3                                                                | 7        |
| 31.                                                              | Nagy-Britannia (GBR)                                             | 1                                                                | 3                                                                | 3                                                                | 7        |
| 33.                                                              | Tajvan (TPE)                                                     | 1                                                                | 2                                                                | 5                                                                | 8        |
| 34.                                                              | Belgium (BEL)                                                    | 1                                                                | 2                                                                | 1                                                                | 4        |
| 35.                                                              | Dánia (DEN)                                                      | 1                                                                | 2                                                                | 0                                                                | 3        |
| 36.                                                              | Ausztrália (AUS)                                                 | 1                                                                | 1                                                                | 2                                                                | 4        |
| 37.                                                              | Finnország (FIN)                                                 | 1                                                                | 0                                                                | 2                                                                | 3        |
| 38.                                                              | Horvátország (CRO)                                               | 1                                                                | 0                                                                | 1                                                                | 2        |
| 39.                                                              | Mexikó (MEX)                                                     | 1                                                                | 0                                                                | 0                                                                | 1        |
| 39.                                                              | Norvégia (NOR)                                                   | 1                                                                | 0                                                                | 0                                                                | 1        |
| 39.                                                              | Üzbegisztán (UZB)                                                | 1                                                                | 0                                                                | 0                                                                | 1        |
|                                                                  |                                                                  |                                                                  |                                                                  |                                                                  |          |
| 42.                                                              | Indonézia (INA)                                                  | 0                                                                | 5                                                                | 5                                                                | 10       |
| 43.                                                              | Örményország (ARM)                                               | 0                                                                | 2                                                                | 3                                                                | 5        |
| 44.                                                              | Svájc (SUI)                                                      | 0                                                                | 2                                                                | 2                                                                | 4        |
| 45.                                                              | Kanada (CAN)                                                     | 0                                                                | 2                                                                | 1                                                                | 3        |
| 46.                                                              | Trinidad és Tobago (TRI)                                         | 0                                                                | 1                                                                | 2                                                                | 3        |
| 47.                                                              | Argentína (ARG)                                                  | 0                                                                | 1                                                                | 1                                                                | 2        |
| 47.                                                              | Lettország (LAT)                                                 | 0                                                                | 1                                                                | 1                                                                | 2        |
| 49.                                                              | Fülöp-szigetek (PHI)                                             | 0                                                                | 1                                                                | 0                                                                | 1        |
| 49.                                                              | Libanon (LIB)                                                    | 0                                                                | 1                                                                | 0                                                                | 1        |
| 49.                                                              | Luxemburg (LUX)                                                  | 0                                                                | 1                                                                | 0                                                                | 1        |
| 49.                                                              | Nigéria (NGR)                                                    | 0                                                                | 1                                                                | 0                                                                | 1        |
| 49.                                                              | Szingapúr (SIN)                                                  | 0                                                                | 1                                                                | 0                                                                | 1        |
| 49.                                                              | Vietnám (VIE)                                                    | 0                                                                | 1                                                                | 0                                                                | 1        |
|                                                                  |                                                                  |                                                                  |                                                                  |                                                                  |          |
| 55.                                                              | Svédország (SWE)                                                 | 0                                                                | 0                                                                | 4                                                                | 4        |
| 56.                                                              | Hollandia (NED)                                                  | 0                                                                | 0                                                                | 3                                                                | 3        |
| 57.                                                              | Azerbajdzsán (AZE)                                               | 0                                                                | 0                                                                | 1                                                                | 1        |
| 57.                                                              | India (IND)                                                      | 0                                                                | 0                                                                | 1                                                                | 1        |
| 57.                                                              | Irak (IRQ)                                                       | 0                                                                | 0                                                                | 1                                                                | 1        |
| 57.                                                              | Katar (QAT)                                                      | 0                                                                | 0                                                                | 1                                                                | 1        |
| 57.                                                              | Litvánia (LTU)                                                   | 0                                                                | 0                                                                | 1                                                                | 1        |
| 57.                                                              | Spanyolország (ESP)                                              | 0                                                                | 0                                                                | 1                                                                | 1        |
| 57.                                                              | Venezuela (VEN)                                                  | 0                                                                | 0                                                                | 1                                                                | 1        |
|                                                                  |                                                                  |                                                                  |                                                                  |                                                                  |          |
| Összesen                                                         | Összesen                                                         | 207                                                              | 202                                                              | 199                                                              | 608      |

## Férfiak

### Légsúly
- –56 kg (1948–1968)
- 52–56 kg (1972–1992)
- 54–59 kg (1996)
- –56 kg (2000–2016)
- –61 kg (2020–)

| Olimpia              | Arany                                          | Ezüst                                          | Bronz                                                 |
| 1948, London         | Joseph DePietro · Egyesült Államok (USA)       | Julian Creus · Nagy-Britannia (GBR)            | Richard Tom · Egyesült Államok (USA)                  |
| 1952, Helsinki       | Ivan Udodov · Szovjetunió (URS)                | Mahmoud Namdjou · Irán (IRI)                   | Ali Mirzai · Irán (IRI)                               |
| 1956, Melbourne      | Charles Vinci · Egyesült Államok (USA)         | Vlagyimir Sztogov · Szovjetunió (URS)          | Mahmoud Namdjou · Irán (IRI)                          |
| 1960, Róma           | Charles Vinci · Egyesült Államok (USA)         | Mijake Josinobu · Japán (JPN)                  | Ismail Elm Khah · Irán (IRI)                          |
| 1964, Tokió          | Alekszej Vahonyin · Szovjetunió (URS)          | Földi Imre · Magyarország (HUN)                | Icsinoszeki Siró · Japán (JPN)                        |
| 1968, Mexikóváros    | Mohammad Nassiri · Irán (IRI)                  | Földi Imre · Magyarország (HUN)                | Henryk Trębicki · Lengyelország (POL)                 |
| 1972, München        | Földi Imre · Magyarország (HUN)                | Mohammad Nassiri · Irán (IRI)                  | Gennagyij Csetyin · Szovjetunió (URS)                 |
| 1976, Montréal       | Norair Nurikjan · Bulgária (BUL)               | Grzegorz Cziura · Lengyelország (POL)          | Andó Kenkicsi · Japán (JPN)                           |
| 1980, Moszkva        | Daniel Núñez · Kuba (CUB)                      | Jouri Szarkiszjan · Szovjetunió (URS)          | Tadeusz Dembończyk · Lengyelország (POL)              |
| 1984, Los Angeles    | Vu Su-tö (Wu Shude) · Kína (CHN)               | Laj Zsun-ming (Lai Runming) · Kína (CHN)       | Kotaka Maszahiro · Japán (JPN)                        |
| 1988, Szöul          | Hokszen Mirzojan · Szovjetunió (URS)           | Ho Jing-csiang (He Yingqiang) · Kína (CHN)     | Liu Sou-pin (Liu Shoubin) · Kína (CHN)                |
| 1992, Barcelona      | Cson Bjonggvan · Dél-Korea (KOR)               | Liu Sou-pin (Liu Shoubin) · Kína (CHN)         | Lo Csien-ming (Luo Jianming) · Kína (CHN)             |
| 1996, Atlanta        | Tang Ling-seng (Tang Lingsheng) · Kína (CHN)   | Leonídasz Szambánisz · Görögország (GRE)       | Nikolaj Pesalov · Bulgária (BUL)                      |
| 2000, Sydney         | Halil Mutlu · Törökország (TUR)                | Vu Ven-hsziung (Wu Wenxiong) · Kína (CHN)      | Csang Hsziang-hsziang (Zhang Xiangxiang) · Kína (CHN) |
| 2004, Athén          | Halil Mutlu · Törökország (TUR)                | Vu Mej-csin (Wu Meijin) · Kína (CHN)           | Sedat Artuç · Törökország (TUR)                       |
| 2008, Peking         | Lung Csing-csüan (Long Qingquan) · Kína (CHN)  | Hoàng Anh Tuấn · Vietnám (VIE)                 | Eko Yuli Irawan · Indonézia (INA)                     |
| 2012, London         | Om Juncshol (Om Yun-cheol) · Észak-Korea (PRK) | Vu Csing-piao (Wu Jingbiao) · Kína (CHN)       | Valentin Xristov · Azerbajdzsán (AZE)                 |
| 2016, Rio de Janeiro | Lung Csing-csüan (Long Qingquan) · Kína (CHN)  | Om Juncshol (Om Yun-cheol) · Észak-Korea (PRK) | Szinphet Kruajthong · Thaiföld (THA)                  |

### Pehelysúly
- –60 kg (1920–1936)
- 56–60 kg (1948–1992)
- 59–64 kg (1996)
- 56–62 kg (2000–2016)
- 55–61 kg (2020–)

| Olimpia              | Arany                                                 | Ezüst                                    | Bronz                                          |
| 1920, Antwerpen      | Frans De Haes · Belgium (BEL)                         | Alfred Schmidt · Észtország (EST)        | Eugène Ryter · Svájc (SUI)                     |
| 1924, Párizs         | Pierino Gabetti · Olaszország (ITA)                   | Andreas Stadler · Ausztria (AUT)         | Arthur Reinmann · Svájc (SUI)                  |
| 1928, Amszterdam     | Franz Andrysek · Ausztria (AUT)                       | Pierino Gabetti · Olaszország (ITA)      | Hans Wölpert · Németország (GER)               |
| 1932, Los Angeles    | Raymond Suvigny · Franciaország (FRA)                 | Hans Wölpert · Németország (GER)         | Anthony Terlazzo · Egyesült Államok (USA)      |
| 1936, Berlin         | Anthony Terlazzo · Egyesült Államok (USA)             | Saleh Soliman · Egyiptom (EGY)           | Ibrahim Shams · Egyiptom (EGY)                 |
| 1948, London         | Mahmoud Fayad · Egyiptom (EGY)                        | Rodney Wilkes · Trinidad és Tobago (TRI) | Jafar Salmasi · Irán (IRI)                     |
| 1952, Helsinki       | Rapael Csimiskiani · Szovjetunió (URS)                | Nyikolaj Szakszonov · Szovjetunió (URS)  | Rodney Wilkes · Trinidad és Tobago (TRI)       |
| 1956, Melbourne      | Isaac Berger · Egyesült Államok (USA)                 | Jevgenyij Minajev · Szovjetunió (URS)    | Marian Zieliński · Lengyelország (POL)         |
| 1960, Róma           | Jevgenyij Minajev · Szovjetunió (URS)                 | Isaac Berger · Egyesült Államok (USA)    | Sebastiano Mannironi · Olaszország (ITA)       |
| 1964, Tokió          | Mijake Josinobu · Japán (JPN)                         | Isaac Berger · Egyesült Államok (USA)    | Mieczysław Nowak · Lengyelország (POL)         |
| 1968, Mexikóváros    | Mijake Josinobu · Japán (JPN)                         | Dito Sanidze · Szovjetunió (URS)         | Mijake Josijuki · Japán (JPN)                  |
| 1972, München        | Norair Nurikjan · Bulgária (BUL)                      | Dito Sanidze · Szovjetunió (URS)         | Benedek János · Magyarország (HUN)             |
| 1976, Montréal       | Nyikolaj Kolesznyikov · Szovjetunió (URS)             | Georgi Todorov · Bulgária (BUL)          | Hirai Kazumasza · Japán (JPN)                  |
| 1980, Moszkva        | Viktor Mazin · Szovjetunió (URS)                      | Sztefan Dimitrov · Bulgária (BUL)        | Marek Seweryn · Lengyelország (POL)            |
| 1984, Los Angeles    | Csen Vej-csiang (Chen Weiqiang) · Kína (CHN)          | Gelu Radu · Románia (ROU)                | Caj Ven-ji (Cai Wenyi) · Tajvan (TPE)          |
| 1988, Szöul          | Naim Süleymanoğlu · Törökország (TUR)                 | Sztefan Topurov · Bulgária (BUL)         | Je Huan-min (Ye Huanmin) · Kína (CHN)          |
| 1992, Barcelona      | Naim Süleymanoğlu · Törökország (TUR)                 | Nikolaj Pesalov · Bulgária (BUL)         | Ho Jing-csiang (He Yingqiang) · Kína (CHN)     |
| 1996, Atlanta        | Naim Süleymanoğlu · Törökország (TUR)                 | Valériosz Leonídisz · Görögország (GRE)  | Hsziao Csian-gang (Xiao Jiangang) · Kína (CHN) |
| 2000, Sydney         | Nikolaj Pešalov · Horvátország (CRO)                  | Leonídasz Szambánisz · Görögország (GRE) | Henadz Aljascsuk · Fehéroroszország (BLR)      |
| 2004, Athén          | Si Cse-jung (Shi Zhiyong) · Kína (CHN)                | Lö Mao-seng (Le Maosheng) · Kína (CHN)   | Israel José Rubio · Venezuela (VEN)            |
| 2008, Peking         | Csang Hsziang-hsziang (Zhang Xiangxiang) · Kína (CHN) | Diego Fernando Salazar · Kolumbia (COL)  | Taufik Triyatno · Indonézia (INA)              |
| 2012, London         | Kim Unguk · Észak-Korea (PRK)                         | Óscar Figueroa · Kolumbia (COL)          | Eko Yuli Irawan · Indonézia (INA)              |
| 2016, Rio de Janeiro | Óscar Figueroa · Kolumbia (COL)                       | Eko Yuli Irawan · Indonézia (INA)        | Farhad Harki · Kazahsztán (KAZ)                |

### Könnyűsúly
- 60–67,5 kg (1920–1992)
- 64–70 kg (1996)
- 62–69 kg (2000–2016)
- 61–67 kg (2020–)

| Olimpia              | Arany                                          | Ezüst                                    | Bronz                                          |
| 1920, Antwerpen      | Alfred Neuland · Észtország (EST)              | Louis Williquet · Belgium (BEL)          | Florimond Rooms · Belgium (BEL)                |
| 1924, Párizs         | Edmond Decottignies · Franciaország (FRA)      | Anton Zwerina · Ausztria (AUT)           | Bohumil Durdis · Csehszlovákia (TCH)           |
| 1928, Amszterdam     | Hans Haas · Ausztria (AUT)                     | Nem adták ki                             | Fernand Arnout · Franciaország (FRA)           |
| 1928, Amszterdam     | Kurt Helbig · Németország (GER)                | Nem adták ki                             | Fernand Arnout · Franciaország (FRA)           |
| 1932, Los Angeles    | René Duverger · Franciaország (FRA)            | Hans Haas · Ausztria (AUT)               | Gastone Pierini · Olaszország (ITA)            |
| 1936, Berlin         | Robert Fein · Ausztria (AUT)                   | Nem adták ki                             | Karl Jansen · Németország (GER)                |
| 1936, Berlin         | Anwar Mousbah · Egyiptom (EGY)                 | Nem adták ki                             | Karl Jansen · Németország (GER)                |
| 1948, London         | Ibrahim Shams · Egyiptom (EGY)                 | Attia Hamouda · Egyiptom (EGY)           | James Halliday · Nagy-Britannia (GBR)          |
| 1952, Helsinki       | Tommy Kono · Egyesült Államok (USA)            | Jevgenyij Lopatyin · Szovjetunió (URS)   | Vern Barberis · Ausztrália (AUS)               |
| 1956, Melbourne      | Ihor Ribak · Szovjetunió (URS)                 | Ravil Habutgyinov · Szovjetunió (URS)    | Kim Cshanghi (Kim Chang-hui) · Dél-Korea (KOR) |
| 1960, Róma           | Viktor Busujev · Szovjetunió (URS)             | Tan Howe Liang · Szingapúr (SIN)         | Abdul Wahid Aziz · Irak (IRQ)                  |
| 1964, Tokió          | Waldemar Baszanowski · Lengyelország (POL)     | Vlagyimir Kaplunov · Szovjetunió (URS)   | Marian Zieliński · Lengyelország (POL)         |
| 1968, Mexikóváros    | Waldemar Baszanowski · Lengyelország (POL)     | Parviz Dzsalajer · Irán (IRI)            | Marian Zieliński · Lengyelország (POL)         |
| 1972, München        | Muharbij Kirzsinov · Szovjetunió (URS)         | Mladen Kucsev · Bulgária (BUL)           | Zbigniew Kaczmarek · Lengyelország (POL)       |
| 1976, Montréal       | Petro Korol · Szovjetunió (URS)                | Daniel Senet · Franciaország (FRA)       | Kazimierz Czarnecki · Lengyelország (POL)      |
| 1980, Moszkva        | Janko Ruszev · Bulgária (BUL)                  | Joachim Kunz · NDK (GDR)                 | Mincso Pasov · Bulgária (BUL)                  |
| 1984, Los Angeles    | Jao Csing-jüan (Yao Jingyuan) · Kína (CHN)     | Andrei Socaci · Románia (ROU)            | Jouni Grönman · Finnország (FIN)               |
| 1988, Szöul          | Joachim Kunz · NDK (GDR)                       | Iszrajel Militoszján · Szovjetunió (URS) | Li Csin-ho (Li Jinhe) · Kína (CHN)             |
| 1992, Barcelona      | Iszrajel Militoszján · Egyesített Csapat (EUN) | Joto Jotov · Bulgária (BUL)              | Andreas Behm · Németország (GER)               |
| 1996, Atlanta        | Csan Hszü-kang (Zhan Xugang) · Kína (CHN)      | Kim Mjongnam · Észak-Korea (PRK)         | Feri Attila · Magyarország (HUN)               |
| 2000, Sydney         | Galabin Boevszki · Bulgária (BUL)              | Georgi Markov · Bulgária (BUL)           | Szjarhej Lavrenav · Fehéroroszország (BLR)     |
| 2004, Athén          | Csang Kuo-cseng (Zhang Guozheng) · Kína (CHN)  | I Bejong · Dél-Korea (KOR)               | Nikolaj Pešalov · Horvátország (CRO)           |
| 2008, Peking         | Liao Huj (Liao Hui) · Kína (CHN)               | Vencelas Dabaya · Franciaország (FRA)    | Yordanis Borrero · Kuba (CUB)                  |
| 2012, London         | Lin Csing-feng (Lin Qingfeng) · Kína (CHN)     | Taufik Triyatno · Indonézia (INA)        | Răzvan Martin · Románia (ROU)                  |
| 2016, Rio de Janeiro | Si Cse-jung (Shi Zhiyong) · Kína (CHN)         | Daniyar İsmayilov · Törökország (TUR)    | Luis Javier Mosquera · Kolumbia (COL)          |

### Váltósúly
- 67,5–75 kg (1920–1992)
- 70–76 kg (1996)
- 69–77 kg (2000–2016)
- 67–73 kg (2020–)

| Olimpia              | Arany                                     | Ezüst                                    | Bronz                                            |
| 1920, Antwerpen      | Henri Gance · Franciaország (FRA)         | Pietro Bianchi · Olaszország (ITA)       | Albert Pettersson · Svédország (SWE)             |
| 1924, Párizs         | Carlo Galimberti · Olaszország (ITA)      | Alfred Neuland · Észtország (EST)        | Jaan Kikkas · Észtország (EST)                   |
| 1928, Amszterdam     | Roger François · Franciaország (FRA)      | Carlo Galimberti · Olaszország (ITA)     | Guus Scheffer · Hollandia (NED)                  |
| 1932, Los Angeles    | Rudolf Ismayr · Németország (GER)         | Carlo Galimberti · Olaszország (ITA)     | Karl Hipfinger · Ausztria (AUT)                  |
| 1936, Berlin         | Khadr El-Touni · Egyiptom (EGY)           | Rudolf Ismayr · Németország (GER)        | Adolf Wagner · Németország (GER)                 |
| 1948, London         | Frank Spellman · Egyesült Államok (USA)   | Pete George · Egyesült Államok (USA)     | Kim Szongdzsip (Kim Seong-jip) · Dél-Korea (KOR) |
| 1952, Helsinki       | Pete George · Egyesült Államok (USA)      | Gerry Gratton · Kanada (CAN)             | Kim Szongdzsip (Kim Seong-jip) · Dél-Korea (KOR) |
| 1956, Melbourne      | Fjodor Bogdanovszkij · Szovjetunió (URS)  | Pete George · Egyesült Államok (USA)     | Ermanno Pignatti · Olaszország (ITA)             |
| 1960, Róma           | Alekszandr Kurinov · Szovjetunió (URS)    | Tommy Kono · Egyesült Államok (USA)      | Veres Győző · Magyarország (HUN)                 |
| 1964, Tokió          | Hans Zdražila · Csehszlovákia (TCH)       | Viktor Kurencov · Szovjetunió (URS)      | Óucsi Maszasi · Japán (JPN)                      |
| 1968, Mexikóváros    | Viktor Kurencov · Szovjetunió (URS)       | Óucsi Maszasi · Japán (JPN)              | Bakos Károly · Magyarország (HUN)                |
| 1972, München        | Jordan Bikov · Bulgária (BUL)             | Mohamed Tarabulsi · Libanon (LIB)        | Anselmo Silvino · Olaszország (ITA)              |
| 1976, Montréal       | Jordan Mitkov · Bulgária (BUL)            | Vardan Militoszján · Szovjetunió (URS)   | Peter Wenzel · NDK (GDR)                         |
| 1980, Moszkva        | Aszen Zlatev · Bulgária (BUL)             | Olekszandr Pervij · Szovjetunió (URS)    | Nedelcso Kolev · Bulgária (BUL)                  |
| 1984, Los Angeles    | Karl-Heinz Radschinsky · NSZK (FRG)       | Jacques Demers · Kanada (CAN)            | Dragomir Cioroslan · Románia (ROU)               |
| 1988, Szöul          | Boriszlav Gidikov · Bulgária (BUL)        | Ingo Steinhöfel · NDK (GDR)              | Alekszandar Varbanov · Bulgária (BUL)            |
| 1992, Barcelona      | Tudor Casapu · Egyesített Csapat (EUN)    | Pablo Lara · Kuba (CUB)                  | Kim Mjongnam · Észak-Korea (PRK)                 |
| 1996, Atlanta        | Pablo Lara · Kuba (CUB)                   | Joto Jotov · Bulgária (BUL)              | Cson Csholho · Észak-Korea (PRK)                 |
| 2000, Sydney         | Csan Hszü-kang (Zhan Xugang) · Kína (CHN) | Víktor Mítru · Görögország (GRE)         | Arszen Melikjan · Örményország (ARM)             |
| 2004, Athén          | Taner Sağır · Törökország (TUR)           | Szergej Filimonov · Kazahsztán (KAZ)     | Reyhan Arabacıoğlu · Törökország (TUR)           |
| 2008, Peking         | Sza Dzsehjok · Dél-Korea (KOR)            | Li Hung-li (Li Hongli) · Kína (CHN)      | Gevorg Davtjan · Örményország (ARM)              |
| 2012, London         | Lü Hsziao-csün (Lü Xiaojun) · Kína (CHN)  | Lu Hao-csie (Lu Haojie) · Kína (CHN)     | Iván Cambar · Kuba (CUB)                         |
| 2016, Rio de Janeiro | Nicat Rəhimov · Kazahsztán (KAZ)          | Lü Hsziao-csün (Lü Xiaojun) · Kína (CHN) | Mohamed Ihab · Egyiptom (EGY)                    |

### Középsúly
- 75–82,5 kg (1920–1992)
- 76–83 kg (1996)
- 77–85 kg (2000–2016)

| Olimpia              | Arany                                     | Ezüst                                            | Bronz                                 |
| 1920, Antwerpen      | Ernest Cadine · Franciaország (FRA)       | Fritz Hünenberger · Svájc (SUI)                  | Erik Pettersson · Svédország (SWE)    |
| 1924, Párizs         | Charles Rigoulot · Franciaország (FRA)    | Fritz Hünenberger · Svájc (SUI)                  | Leopold Friedrich · Ausztria (AUT)    |
| 1928, Amszterdam     | El-Sayed Nosseir · Egyiptom (EGY)         | Louis Hostin · Franciaország (FRA)               | Jan Verheijen · Hollandia (NED)       |
| 1932, Los Angeles    | Louis Hostin · Franciaország (FRA)        | Svend Olsen · Dánia (DEN)                        | Henry Duey · Egyesült Államok (USA)   |
| 1936, Berlin         | Louis Hostin · Franciaország (FRA)        | Eugen Deutsch · Németország (GER)                | Ibrahim Wasif · Egyiptom (EGY)        |
| 1948, London         | Stanley Stanczyk · Egyesült Államok (USA) | Harold Sakata · Egyesült Államok (USA)           | Gösta Magnusson · Svédország (SWE)    |
| 1952, Helsinki       | Trofim Lomakin · Szovjetunió (URS)        | Stanley Stanczyk · Egyesült Államok (USA)        | Arkagyij Vorobjov · Szovjetunió (URS) |
| 1956, Melbourne      | Tommy Kono · Egyesült Államok (USA)       | Vasīlijs Stepanovs · Szovjetunió (URS)           | James George · Egyesült Államok (USA) |
| 1960, Róma           | Ireneusz Paliński · Lengyelország (POL)   | James George · Egyesült Államok (USA)            | Jan Bochenek · Lengyelország (POL)    |
| 1964, Tokió          | Rudolf Pljukfelgyer · Szovjetunió (URS)   | Tóth Géza · Magyarország (HUN)                   | Veres Győző · Magyarország (HUN)      |
| 1968, Mexikóváros    | Borisz Szelickij · Szovjetunió (URS)      | Volodimir Bjeljajev · Szovjetunió (URS)          | Norbert Ozimek · Lengyelország (POL)  |
| 1972, München        | Leif Jenssen · Norvégia (NOR)             | Norbert Ozimek · Lengyelország (POL)             | Horváth György · Magyarország (HUN)   |
| 1976, Montréal       | Valerij Sarij · Szovjetunió (URS)         | Trendafil Sztojcsev · Bulgária (BUL)             | Baczakó Péter · Magyarország (HUN)    |
| 1980, Moszkva        | Juri Vardanján · Szovjetunió (URS)        | Blagoj Blagoev · Bulgária (BUL)                  | Dušan Poliačik · Csehszlovákia (TCH)  |
| 1984, Los Angeles    | Petre Becheru · Románia (ROU)             | Robert Kabbas · Ausztrália (AUS)                 | Iszaoka Rjódzsi · Japán (JPN)         |
| 1988, Szöul          | Iszrail Arszamakov · Szovjetunió (URS)    | Messzi István · Magyarország (HUN)               | I Hjonggun · Dél-Korea (KOR)          |
| 1992, Barcelona      | Pírosz Dímasz · Görögország (GRE)         | Krzysztof Siemion · Lengyelország (POL)          | visszavonva                           |
| 1996, Atlanta        | Pírosz Dímasz · Görögország (GRE)         | Marc Huster · Németország (GER)                  | Andrzej Cofalik · Lengyelország (POL) |
| 2000, Sydney         | Pírosz Dímasz · Görögország (GRE)         | Marc Huster · Németország (GER)                  | Giorgi Aszanidze · Grúzia (GEO)       |
| 2004, Athén          | Giorgi Aszanidze · Grúzia (GEO)           | Andrej Ribakov · Fehéroroszország (BLR)          | Pírosz Dímasz · Görögország (GRE)     |
| 2008, Peking         | Lu Jung (Lu Yong) · Kína (CHN)            | Tigran Vardani Martiroszjan · Örményország (ARM) | Valladares Jadier · Kuba (CUB)        |
| 2012, London         | Adrian Zieliński · Lengyelország (POL)    | Kiánus Rosztami · Irán (IRI)                     | Tarek Abdelazim · Egyiptom (EGY)      |
| 2016, Rio de Janeiro | Kiánus Rosztami · Irán (IRI)              | Tien Tao (Tian Tao) · Kína (CHN)                 | Gyenyisz Ulanov · Kazahsztán (KAZ)    |

### Félnehézsúly
- 82,5–90 kg (1952–1992)
- 83–91 kg (1996)
- 85–94 kg (2000–2016)
- 81–96 kg (2020–)

| Olimpia              | Arany                                       | Ezüst                                     | Bronz                                       |
| 1952, Helsinki       | Norbert Schemansky · Egyesült Államok (USA) | Grigorij Novak · Szovjetunió (URS)        | Lennox Kilgour · Trinidad és Tobago (TRI)   |
| 1956, Melbourne      | Arkagyij Vorobjov · Szovjetunió (URS)       | Dave Sheppard · Egyesült Államok (USA)    | Jean Debuf · Franciaország (FRA)            |
| 1960, Róma           | Arkagyij Vorobjov · Szovjetunió (URS)       | Trofim Lomakin · Szovjetunió (URS)        | Louis Martin · Nagy-Britannia (GBR)         |
| 1964, Tokió          | Vlagyimir Golovanov · Szovjetunió (URS)     | Louis Martin · Nagy-Britannia (GBR)       | Ireneusz Paliński · Lengyelország (POL)     |
| 1968, Mexikóváros    | Kaarlo Kangasniemi · Finnország (FIN)       | Jaan Talts · Szovjetunió (URS)            | Marek Gołąb · Lengyelország (POL)           |
| 1972, München        | Andon Nikolov · Bulgária (BUL)              | Atanasz Sopov · Bulgária (BUL)            | Hans Bettembourg · Svédország (SWE)         |
| 1976, Montréal       | David Rigert · Szovjetunió (URS)            | Lee James · Egyesült Államok (USA)        | Atanasz Sopov · Bulgária (BUL)              |
| 1980, Moszkva        | Baczakó Péter · Magyarország (HUN)          | Rumen Alekszandrov · Bulgária (BUL)       | Frank Mantek · NDK (GDR)                    |
| 1984, Los Angeles    | Nicu Vlad · Románia (ROU)                   | Petre Dumitru · Románia (ROU)             | David Mercer · Nagy-Britannia (GBR)         |
| 1988, Szöul          | Anatolij Hrapatij · Szovjetunió (URS)       | Nail Muhamegyjarov · Szovjetunió (URS)    | Sławomir Zawada · Lengyelország (POL)       |
| 1992, Barcelona      | Kahi Kahiasvili · Egyesített Csapat (EUN)   | Szergej Szircov · Egyesített Csapat (EUN) | Sergiusz Wołczaniecki · Lengyelország (POL) |
| 1996, Atlanta        | Alekszej Petrov · Oroszország (RUS)         | Leonídasz Kókasz · Görögország (GRE)      | Oliver Caruso · Németország (GER)           |
| 2000, Sydney         | Kahi Kahiasvili · Görögország (GRE)         | Szymon Kołecki · Lengyelország (POL)      | Alekszej Petrov · Oroszország (RUS)         |
| 2004, Athén          | Milen Dobrev · Bulgária (BUL)               | Hadzsimurat Akkajev · Oroszország (RUS)   | Eduard Tyukin · Oroszország (RUS)           |
| 2008, Peking         | Szymon Kołecki · Lengyelország (POL)        | Arsen Kasabiev · Lengyelország (POL)      | Yohandrys Hernandez · Kuba (CUB)            |
| 2012, London         | Mohammadpour Saeid Karkarach · Irán (IRI)   | Kim Min-Jae · Dél-Korea (KOR)             | Tomasz Zielinski · Lengyelország (POL)      |
| 2016, Rio de Janeiro | Sohrab Moradi · Irán (IRI)                  | Vadzim Sztralcov · Fehéroroszország (BLR) | Aurimas Didžbalis · Litvánia (LTU)          |

### Nehézsúly
- +82,5 kg (1920–1948)
- +90 kg (1952–1968)
- 90–110 kg (1972–1976)
- 100–110 kg (1980–1992)
- 99–108 kg (1996)
- 94–105 kg (2000–2016)
- 96–109 kg (2020–)

| Olimpia              | Arany                                      | Ezüst                                       | Bronz                                       |
| 1920, Antwerpen      | Filippo Bottino · Olaszország (ITA)        | Joseph Alzin · Luxemburg (LUX)              | Louis Bernot · Franciaország (FRA)          |
| 1924, Párizs         | Giuseppe Tonani · Olaszország (ITA)        | Franz Aigner · Ausztria (AUT)               | Harald Tammer · Észtország (EST)            |
| 1928, Amszterdam     | Josef Straßberger · Németország (GER)      | Arnold Luhaäär · Észtország (EST)           | Jaroslav Skobla · Csehszlovákia (TCH)       |
| 1932, Los Angeles    | Jaroslav Skobla · Csehszlovákia (TCH)      | Václav Pšenička · Csehszlovákia (TCH)       | Josef Straßberger · Németország (GER)       |
| 1936, Berlin         | Josef Manger · Németország (GER)           | Václav Pšenička · Csehszlovákia (TCH)       | Arnold Luhaäär · Észtország (EST)           |
| 1948, London         | John Davis · Egyesült Államok (USA)        | Norbert Schemansky · Egyesült Államok (USA) | Abraham Charité · Hollandia (NED)           |
| 1952, Helsinki       | John Davis · Egyesült Államok (USA)        | James Bradford · Egyesült Államok (USA)     | Humberto Selvetti · Argentína (ARG)         |
| 1956, Melbourne      | Paul Anderson · Egyesült Államok (USA)     | Humberto Selvetti · Argentína (ARG)         | Alberto Pigaiani · Olaszország (ITA)        |
| 1960, Róma           | Jurij Vlaszov · Szovjetunió (URS)          | James Bradford · Egyesült Államok (USA)     | Norbert Schemansky · Egyesült Államok (USA) |
| 1964, Tokió          | Leonyid Zsabotyinszkij · Szovjetunió (URS) | Jurij Vlaszov · Szovjetunió (URS)           | Norbert Schemansky · Egyesült Államok (USA) |
| 1968, Mexikóváros    | Leonyid Zsabotyinszkij · Szovjetunió (URS) | Serge Reding · Belgium (BEL)                | Joseph Dube · Egyesült Államok (USA)        |
| 1972, München        | Jaan Talts · Szovjetunió (URS)             | Alekszandar Krajcsev · Bulgária (BUL)       | Stefan Grützner · NDK (GDR)                 |
| 1976, Montréal       | Jurij Zajcev · Szovjetunió (URS)           | Krasztyu Szemerdzsiev · Bulgária (BUL)      | Tadeusz Rutkowski · Lengyelország (POL)     |
| 1980, Moszkva        | Leanyid Taranyenka · Szovjetunió (URS)     | Valentin Hrisztov · Bulgária (BUL)          | Szalai György · Magyarország (HUN)          |
| 1984, Los Angeles    | Norberto Oberburger · Olaszország (ITA)    | Tasnádi István · Románia (ROU)              | Guy Carlton · Egyesült Államok (USA)        |
| 1988, Szöul          | Jurij Zaharevics · Szovjetunió (URS)       | Jacsó József · Magyarország (HUN)           | Ronny Weller · NDK (GDR)                    |
| 1992, Barcelona      | Ronny Weller · Németország (GER)           | Artur Akojev · Egyesített Csapat (EUN)      | Sztefan Botev · Bulgária (BUL)              |
| 1996, Atlanta        | Timur Tajmazov · Ukrajna (UKR)             | Szergej Szircov · Oroszország (RUS)         | Nicu Vlad · Románia (ROU)                   |
| 2000, Sydney         | Hossein Tavakoli · Irán (IRI)              | Alan Cagaev · Bulgária (BUL)                | Szaad Szajf Aszaad · Katar (QAT)            |
| 2004, Athén          | Dmitrij Beresztov · Oroszország (RUS)      | Ihor Razorjonov · Ukrajna (UKR)             | Gleb Piszarevszkij · Oroszország (RUS)      |
| 2008, Peking         | Andrej Aramnav · Fehéroroszország (BLR)    | Dmitrij Klokov · Oroszország (RUS)          | Marcin Dolega · Lengyelország (POL)         |
| 2012, London         | Olekszij Torohtyij · Ukrajna (UKR)         | Naváb Nasszirsalál · Irán (IRI)             | Bartłomiej Bonk · Lengyelország (POL)       |
| 2016, Rio de Janeiro | Ruslan Nurudinov · Üzbegisztán (UZB)       | Szimon Martiroszjan · Örményország (ARM)    | Aljakszandr Zajcsikav · Kazahsztán (KAZ)    |

### Ólomsúly
- +110 kg (1972–1992)
- +108 kg (1996)
- +105 kg (2000-2016)
- +109 kg (2020-)

| Olimpia              | Arany                                           | Ezüst                                        | Bronz                                   |
| 1972, München        | Vaszilij Alekszejev · Szovjetunió (URS)         | Rudolf Mang · NSZK (FRG)                     | Gerd Bonk · NDK (GDR)                   |
| 1976, Montréal       | Vaszilij Alekszejev · Szovjetunió (URS)         | Gerd Bonk · NDK (GDR)                        | Helmut Losch · NDK (GDR)                |
| 1980, Moszkva        | Szultan Rahmanov · Szovjetunió (URS)            | Jürgen Heuser · NDK (GDR)                    | Tadeusz Rutkowski · Lengyelország (POL) |
| 1984, Los Angeles    | Dean Lukin · Ausztrália (AUS)                   | Mario Martinez · Egyesült Államok (USA)      | Manfred Nerlinger · NSZK (FRG)          |
| 1988, Szöul          | Aljakszandr Kurlovics · Szovjetunió (URS)       | Manfred Nerlinger · NSZK (FRG)               | Martin Zawieja · NSZK (FRG)             |
| 1992, Barcelona      | Aljakszandr Kurlovics · Egyesített Csapat (EUN) | Leanyid Taranyenka · Egyesített Csapat (EUN) | Manfred Nerlinger · Németország (GER)   |
| 1996, Atlanta        | Andrej Csemerkin · Oroszország (RUS)            | Ronny Weller · Németország (GER)             | Stefan Botev · Ausztrália (AUS)         |
| 2000, Sydney         | Hoszejn Rezázáde · Irán (IRI)                   | Ronny Weller · Németország (GER)             | Andrej Csemerkin · Oroszország (RUS)    |
| 2004, Athén          | Hoszejn Rezázáde · Irán (IRI)                   | Viktors Ščerbatihs · Lettország (LAT)        | Velicsko Csolakov · Bulgária (BUL)      |
| 2008, Peking         | Matthias Steiner · Németország (GER)            | Jevgenyij Csigisev · Oroszország (RUS)       | Viktors Ščerbatihs · Lettország (LAT)   |
| 2012, London         | Behdád Szalimi · Irán (IRI)                     | Szadzsád Anusiraváni · Irán (IRI)            | Ruszlan Albegov · Oroszország (RUS)     |
| 2016, Rio de Janeiro | Lasa Talahadze · Grúzia (GEO)                   | Gor Minaszjan · Örményország (ARM)           | Irakli Turmanidze · Grúzia (GEO)        |

### Megszűnt versenyszámok

#### Egykezes emelés
| Olimpia     | Arany                                    | Ezüst                      | Bronz                                        |
| 1896, Athén | Launceston Elliot · Nagy-Britannia (GBR) | Viggo Jensen · Dánia (DEN) | Aléxandrosz Nikolópulosz · Görögország (GRE) |

#### Kétkezes emelés
| Olimpia         | Arany                                   | Ezüst                                    | Bronz                                   |
| 1896, Athén     | Viggo Jensen · Dánia (DEN)              | Launceston Elliot · Nagy-Britannia (GBR) | Szotíriosz Verszísz · Görögország (GRE) |
| 1900 Párizs     | Nem szerepelt az olimpiai programban    | Nem szerepelt az olimpiai programban     | Nem szerepelt az olimpiai programban    |
| 1904, St. Louis | Periklísz Kakúszisz · Görögország (GRE) | Oscar Osthoff · Egyesült Államok (USA)   | Frank Kugler · Egyesült Államok (USA)   |

#### Egykezes súlyzógyakorlatok
| Olimpia         | Arany                                  | Ezüst                                      | Bronz                                 |
| 1904, St. Louis | Oscar Osthoff · Egyesült Államok (USA) | Frederick Winters · Egyesült Államok (USA) | Frank Kugler · Egyesült Államok (USA) |

#### Lepkesúly
- –52 kg (1972–1992)
- –54 kg (1996)

| Olimpia           | Arany                                        | Ezüst                                            | Bronz                                     |
| 1972, München     | Zygmunt Smalcerz · Lengyelország (POL)       | Szűcs Lajos · Magyarország (HUN)                 | Holczreiter Sándor · Magyarország (HUN)   |
| 1976, Montréal    | Alekszandr Voronyin · Szovjetunió (URS)      | Kőszegi György · Magyarország (HUN)              | Mohammad Nassiri · Irán (IRI)             |
| 1980, Moszkva     | Kanibek Oszmonalijev · Szovjetunió (URS)     | Ho Bongcshol · Észak-Korea (PRK)                 | Han Gjongszi · Észak-Korea (PRK)          |
| 1984, Los Angeles | Ceng Kuo-csiang (Zeng Guoqiang) · Kína (CHN) | Csou Pej-sun (Zhou Peishun) · Kína (CHN)         | Manabe Kazusito · Japán (JPN)             |
| 1988, Szöul       | Szevdalin Marinov · Bulgária (BUL)           | Cson Bjonggvan · Dél-Korea (KOR)                 | Ho Cso-csiang (He Zhuoqiang) · Kína (CHN) |
| 1992, Barcelona   | Ivan Ivanov · Bulgária (BUL)                 | Lin Csi-seng (Lin Qisheng) · Kína (CHN)          | Traian Cihărean · Románia (ROU)           |
| 1996, Atlanta     | Halil Mutlu · Törökország (TUR)              | Csang Hsziang-szen (Zhang Xiangsen) · Kína (CHN) | Szevdalin Mincsev · Bulgária (BUL)        |

#### Kisnehézsúly
- 90–100 kg (1980–1992)
- 91–99 kg (1996)

| Olimpia           | Arany                                     | Ezüst                                    | Bronz                                |
| 1980, Moszkva     | Ota Zaremba · Csehszlovákia (TCH)         | Igor Nyikityin · Szovjetunió (URS)       | Alberto Blanco · Kuba (CUB)          |
| 1984, Los Angeles | Rolf Milser · NSZK (FRG)                  | Vasile Groapă · Románia (ROU)            | Pekka Niemi · Finnország (FIN)       |
| 1988, Szöul       | Pavel Kuznyecov · Szovjetunió (URS)       | Nicu Vlad · Románia (ROU)                | Peter Immesberger · NSZK (FRG)       |
| 1992, Barcelona   | Viktor Tregubov · Egyesített Csapat (EUN) | Timur Tajmazov · Egyesített Csapat (EUN) | Waldemar Malak · Lengyelország (POL) |
| 1996, Atlanta     | Kahi Kahiasvili · Görögország (GRE)       | Anatolij Hrapatij · Kazahsztán (KAZ)     | Denisz Hotfrid · Ukrajna (UKR)       |

### Férfi éremtáblázat
Frissítve: 2017. február 4.
| A nyári olimpiai játékok éremtáblázata férfi súlyemelésben | A nyári olimpiai játékok éremtáblázata férfi súlyemelésben | A nyári olimpiai játékok éremtáblázata férfi súlyemelésben | A nyári olimpiai játékok éremtáblázata férfi súlyemelésben | A nyári olimpiai játékok éremtáblázata férfi súlyemelésben | Olimpia  |
| ---------------------------------------------------------- | ---------------------------------------------------------- | ---------------------------------------------------------- | ---------------------------------------------------------- | ---------------------------------------------------------- | -------- |
|                                                            | Ország                                                     | Arany                                                      | Ezüst                                                      | Bronz                                                      | Összesen |
| 1.                                                         | Szovjetunió (URS)                                          | 39                                                         | 21                                                         | 2                                                          | 62       |
| 2.                                                         | Kína (CHN)                                                 | 17                                                         | 14                                                         | 8                                                          | 39       |
| 3.                                                         | Egyesült Államok (USA)                                     | 15                                                         | 16                                                         | 10                                                         | 41       |
| 4.                                                         | Bulgária (BUL)                                             | 12                                                         | 16                                                         | 8                                                          | 36       |
| 5.                                                         | Franciaország (FRA)                                        | 9                                                          | 3                                                          | 3                                                          | 15       |
| 6.                                                         | Irán (IRI)                                                 | 7                                                          | 5                                                          | 6                                                          | 18       |
| 7.                                                         | Törökország (TUR)                                          | 7                                                          | 1                                                          | 2                                                          | 10       |
| 8.                                                         | Németország (GER)                                          | 6                                                          | 7                                                          | 7                                                          | 20       |
| 9.                                                         | Görögország (GRE)                                          | 6                                                          | 5                                                          | 3                                                          | 14       |
| 10.                                                        | Lengyelország (POL)                                        | 5                                                          | 5                                                          | 20                                                         | 30       |
| 11.                                                        | Olaszország (ITA)                                          | 5                                                          | 4                                                          | 5                                                          | 14       |
| 12.                                                        | Egyesített Csapat (EUN)                                    | 5                                                          | 4                                                          | 0                                                          | 9        |
| 13.                                                        | Egyiptom (EGY)                                             | 5                                                          | 2                                                          | 3                                                          | 10       |
| 14.                                                        | Oroszország (RUS)                                          | 3                                                          | 4                                                          | 6                                                          | 13       |
| 15.                                                        | Ausztria (AUT)                                             | 3                                                          | 4                                                          | 2                                                          | 9        |
| 16.                                                        | Csehszlovákia (TCH)                                        | 3                                                          | 2                                                          | 3                                                          | 8        |
| 17.                                                        | Magyarország (HUN)                                         | 2                                                          | 7                                                          | 9                                                          | 18       |
| 18.                                                        | Románia (ROU)                                              | 2                                                          | 6                                                          | 3                                                          | 11       |
| 19.                                                        | Észak-Korea (PRK)                                          | 2                                                          | 3                                                          | 3                                                          | 8        |
| 20.                                                        | Japán (JPN)                                                | 2                                                          | 2                                                          | 8                                                          | 12       |
| 21.                                                        | Dél-Korea (KOR)                                            | 2                                                          | 2                                                          | 4                                                          | 8        |
| 22.                                                        | NSZK (FRG)                                                 | 2                                                          | 2                                                          | 3                                                          | 7        |
| 23.                                                        | Kuba (CUB)                                                 | 2                                                          | 1                                                          | 2                                                          | 5        |
| 24.                                                        | Ukrajna (UKR)                                              | 2                                                          | 1                                                          | 1                                                          | 4        |
| 25.                                                        | Grúzia (GEO)                                               | 2                                                          | 0                                                          | 2                                                          | 4        |
| 26.                                                        | NDK (GDR)                                                  | 1                                                          | 4                                                          | 6                                                          | 11       |
| 27.                                                        | Észtország (EST)                                           | 1                                                          | 3                                                          | 3                                                          | 7        |
| 27.                                                        | Nagy-Britannia (GBR)                                       | 1                                                          | 3                                                          | 3                                                          | 7        |
| 29.                                                        | Fehéroroszország (BLR)                                     | 1                                                          | 2                                                          | 2                                                          | 5        |
| 29.                                                        | Kazahsztán (KAZ)                                           | 1                                                          | 2                                                          | 2                                                          | 5        |
| 31.                                                        | Belgium (BEL)                                              | 1                                                          | 2                                                          | 1                                                          | 4        |
| 31.                                                        | Kolumbia (COL)                                             | 1                                                          | 2                                                          | 1                                                          | 4        |
| 33.                                                        | Dánia (DEN)                                                | 1                                                          | 2                                                          | 0                                                          | 3        |
| 34.                                                        | Ausztrália (AUS)                                           | 1                                                          | 1                                                          | 2                                                          | 4        |
| 35.                                                        | Finnország (FIN)                                           | 1                                                          | 0                                                          | 2                                                          | 3        |
| 36.                                                        | Horvátország (CRO)                                         | 1                                                          | 0                                                          | 1                                                          | 2        |
| 37.                                                        | Norvégia (NOR)                                             | 1                                                          | 0                                                          | 0                                                          | 1        |
| 37.                                                        | Üzbegisztán (UZB)                                          | 1                                                          | 0                                                          | 0                                                          | 1        |
|                                                            |                                                            |                                                            |                                                            |                                                            |          |
| 39.                                                        | Indonézia (INA)                                            | 0                                                          | 2                                                          | 3                                                          | 5        |
| 39.                                                        | Örményország (ARM)                                         | 0                                                          | 2                                                          | 3                                                          | 5        |
| 41.                                                        | Svájc (SUI)                                                | 0                                                          | 2                                                          | 2                                                          | 4        |
| 42.                                                        | Kanada (CAN)                                               | 0                                                          | 2                                                          | 0                                                          | 2        |
| 43.                                                        | Trinidad és Tobago (TRI)                                   | 0                                                          | 1                                                          | 2                                                          | 3        |
| 44.                                                        | Argentína (ARG)                                            | 0                                                          | 1                                                          | 1                                                          | 2        |
| 44.                                                        | Lettország (LAT)                                           | 0                                                          | 1                                                          | 1                                                          | 2        |
| 46.                                                        | Libanon (LIB)                                              | 0                                                          | 1                                                          | 0                                                          | 1        |
| 46.                                                        | Luxemburg (LUX)                                            | 0                                                          | 1                                                          | 0                                                          | 1        |
| 46.                                                        | Szingapúr (SIN)                                            | 0                                                          | 1                                                          | 0                                                          | 1        |
| 46.                                                        | Vietnám (VIE)                                              | 0                                                          | 1                                                          | 0                                                          | 1        |
|                                                            |                                                            |                                                            |                                                            |                                                            |          |
| 50.                                                        | Svédország (SWE)                                           | 0                                                          | 0                                                          | 4                                                          | 4        |
| 51.                                                        | Hollandia (NED)                                            | 0                                                          | 0                                                          | 3                                                          | 3        |
| 52.                                                        | Azerbajdzsán (AZE)                                         | 0                                                          | 0                                                          | 1                                                          | 1        |
| 52.                                                        | Irak (IRQ)                                                 | 0                                                          | 0                                                          | 1                                                          | 1        |
| 52.                                                        | Katar (QAT)                                                | 0                                                          | 0                                                          | 1                                                          | 1        |
| 52.                                                        | Litvánia (LTU)                                             | 0                                                          | 0                                                          | 1                                                          | 1        |
| 52.                                                        | Tajvan (TPE)                                               | 0                                                          | 0                                                          | 1                                                          | 1        |
| 52.                                                        | Thaiföld (THA)                                             | 0                                                          | 0                                                          | 1                                                          | 1        |
| 52.                                                        | Venezuela (VEN)                                            | 0                                                          | 0                                                          | 1                                                          | 1        |
|                                                            |                                                            |                                                            |                                                            |                                                            |          |
| Összesen                                                   | Összesen                                                   | 178                                                        | 173                                                        | 172                                                        | 523      |

## Nők

### Légsúly
- 48 kg (2000–2016)
- 49 kg (2020–)

| Olimpia              | Arany                                        | Ezüst                                   | Bronz                                       |
| 2000, Sydney         | Tara Nott · Egyesült Államok (USA)           | Raema Lisa Rumbewas · Indonézia (INA)   | Sri Indriyani · Indonézia (INA)             |
| 2004, Athén          | Nurcan Taylan · Törökország (TUR)            | Li Cso (Li Zhuo) · Kína (CHN)           | Ari Viratthavon · Thaiföld (THA)            |
| 2008, Peking         | visszavonva                                  | visszavonva                             | Csen Vej-ling (Chen Weiling) · Tajvan (TPE) |
| 2012, London         | Vang Ming-csüan (Wang Mingjuan) · Kína (CHN) | Mijake Hiromi · Japán (JPN)             | Ljang Cshunhva · Észak-Korea (PRK)          |
| 2016, Rio de Janeiro | Szopita Thanaszan · Thaiföld (THA)           | Sri Wahyuni Agustiani · Indonézia (INA) | Mijake Hiromi · Japán (JPN)                 |

### Pehelysúly
- 53 kg (2000–2016)
- 55 kg (2020-)

| Olimpia              | Arany                                           | Ezüst                                        | Bronz                                        |
| 2000, Sydney         | Jang Hszia (Yang Xia) · Kína (CHN)              | Li Feng-jing (Li Fengying) · Tajvan (TPE)    | Winarni Binti Slamet · Indonézia (INA)       |
| 2004, Athén          | Udomphon Phonszak · Thaiföld (THA)              | Raema Lisa Rumbewas · Indonézia (INA)        | Mabel Mosquera · Kolumbia (COL)              |
| 2008, Peking         | Prapavadi Csarönrattanatarakun · Thaiföld (THA) | Jun Dzsinhi (Yoon Jin-hee) · Dél-Korea (KOR) | visszavonva                                  |
| 2012, London         | visszavonva                                     | Hszü Su-csing (Xu Shujing) · Tajvan (TPE)    | visszavonva                                  |
| 2016, Rio de Janeiro | Hszü Su-csing (Xu Shujing) · Tajvan (TPE)       | Hidilyn Diaz · Fülöp-szigetek (PHI)          | Jun Dzsinhi (Yoon Jin-hee) · Dél-Korea (KOR) |

### Könnyűsúly
- 58 kg (2000–2016)
- 59 kg (2020–)

| Olimpia              | Arany                                      | Ezüst                               | Bronz                                         |
| 2000, Sydney         | Soraya Jiménez · Mexikó (MEX)              | Ri Szonghi · Észak-Korea (PRK)      | Kheszaraphorn Szuta · Thaiföld (THA)          |
| 2004, Athén          | Csen Jen-csing (Chen Yanqing) · Kína (CHN) | Ri Szonghi · Észak-Korea (PRK)      | Vandi Khamiam · Thaiföld (THA)                |
| 2008, Peking         | Csen Jen-csing (Chen Yanqing) · Kína (CHN) | visszavonva                         | O Dzsonge · Észak-Korea (PRK)                 |
| 2012, London         | Li Hszüe-jing (Li Xueying) · Kína (CHN)    | Phimsziri Szirikeo · Thaiföld (THA) | Rattikan Kunnoj · Thaiföld (THA)              |
| 2016, Rio de Janeiro | Szukanja Sziszurat · Thaiföld (THA)        | Phimsziri Szirikeo · Thaiföld (THA) | Kuo Hszing-csun (Guo Xingchun) · Tajvan (TPE) |

### Középsúly
- 63 kg (2000–2016)
- 64 kg (2020-)

| Olimpia              | Arany                                       | Ezüst                                           | Bronz                                        |
| 2000, Sydney         | Csen Hsziao-min (Chen Xiaomin) · Kína (CHN) | Valentyina Popova · Oroszország (RUS)           | Joána Hadziioánu · Görögország (GRE)         |
| 2004, Athén          | Natalija Szkakun · Ukrajna (UKR)            | Hanna Bacjuska · Fehéroroszország (BLR)         | Taccjana Sztukalava · Fehéroroszország (BLR) |
| 2008, Peking         | Pak Hjonszuk · Észak-Korea (PRK)            | visszavonva                                     | Lu Jing-csi (Lu Yingqi) · Tajvan (TPE)       |
| 2012, London         | visszavonva                                 | visszavonva                                     | Christine Girard · Kanada (CAN)              |
| 2016, Rio de Janeiro | Teng Vej (Deng Wei) · Kína (CHN)            | Cshö Hjoszim (Choe Hyo-sim) · Észak-Korea (PRK) | Karina Goricseva · Kazahsztán (KAZ)          |

A 2012-ben az eredetileg második orosz Szvetlana Carukajeva dopping mintájának utólagos ellenőrzése során turinabol használatát mutatták ki. Ezért a NOB 2017-ben megfosztotta ezüstérmétől.

### Félnehézsúly
- 69 kg (2000–2016)
- 71 kg (2020–)

| Olimpia              | Arany                                             | Ezüst                                 | Bronz                                |
| 2000, Sydney         | Lin Vej-ning (Lin Weining) · Kína (CHN)           | Márkus Erzsébet · Magyarország (HUN)  | Karnam Malleszvári · India (IND)     |
| 2004, Athén          | Liu Csun-hung (Liu Chunhong) · Kína (CHN)         | Krutzler Eszter · Magyarország (HUN)  | Zarema Kaszajeva · Oroszország (RUS) |
| 2008, Peking         | visszavonva                                       | Okszana Szlivenko · Oroszország (RUS) | visszavonva                          |
| 2012, London         | Rim Dzsongsim (Rim Jeong-sim) · Észak-Korea (PRK) | Roxana Cocoș · Románia (ROU)          | visszavonva                          |
| 2016, Rio de Janeiro | Hsziang Jen-mej (Xiang Yanmei) · Kína (CHN)       | Zsazira Zsapparkul · Kazahsztán (KAZ) | Sara Samir · Egyiptom (EGY)          |

### Nehézsúly
- 75 kg (2000–2016)
- 87 kg (2020-)

| Olimpia              | Arany                                             | Ezüst                                   | Bronz                                 |
| 2000, Sydney         | María Isabel Urrutia · Kolumbia (COL)             | Ruth Ogbeifo · Nigéria (NGR)            | Kuo Ji-han (Guo Yihan) · Tajvan (TPE) |
| 2004, Athén          | Pavina Thongszuk · Thaiföld (THA)                 | Natalja Zabolotnaja · Oroszország (RUS) | Valentyina Popova · Oroszország (RUS) |
| 2008, Peking         | visszavonva                                       | Alla Vazsenyina · Kazahsztán (KAZ)      | visszavonva                           |
| 2012, London         | visszavonva                                       | visszavonva                             | visszavonva                           |
| 2016, Rio de Janeiro | Rim Dzsongsim (Rim Jeong-sim) · Észak-Korea (PRK) | Darja Navumava · Fehéroroszország (BLR) | Lidia Valentín · Spanyolország (ESP)  |

### Szupernehézsúly
- +75 kg (2000–2016)
- +87 kg (2020-)

| Olimpia              | Arany                                       | Ezüst                                            | Bronz                                   |
| 2000, Sydney         | Ting Mej-jüan (Ding Meiyuan) · Kína (CHN)   | Agata Wróbel · Lengyelország (POL)               | Cheryl Haworth · Egyesült Államok (USA) |
| 2004, Athén          | Tang Kung-hung (Tang Gonghong) · Kína (CHN) | Csang Miran (Jang Mi-ran) · Dél-Korea (KOR)      | Agata Wróbel · Lengyelország (POL)      |
| 2008, Peking         | Csang Miran (Jang Mi-ran) · Dél-Korea (KOR) | visszavonva                                      | visszavonva                             |
| 2012, London         | Csou Lu-lu (Zhou Lulu) · Kína (CHN)         | Tatyjana Kasirina · Oroszország (RUS)            | visszavonva                             |
| 2016, Rio de Janeiro | Meng Szu-ping (Meng Suping) · Kína (CHN)    | Kim Gukhjang (Kim Kuk-hyang) · Észak-Korea (PRK) | Sarah Robles · Egyesült Államok (USA)   |

### Női éremtáblázat
Frissítve: 2017. április 7.
| A nyári olimpiai játékok éremtáblázata női súlyemelésben | A nyári olimpiai játékok éremtáblázata női súlyemelésben | A nyári olimpiai játékok éremtáblázata női súlyemelésben | A nyári olimpiai játékok éremtáblázata női súlyemelésben | A nyári olimpiai játékok éremtáblázata női súlyemelésben | Olimpia  |
| -------------------------------------------------------- | -------------------------------------------------------- | -------------------------------------------------------- | -------------------------------------------------------- | -------------------------------------------------------- | -------- |
|                                                          | Ország                                                   | Arany                                                    | Ezüst                                                    | Bronz                                                    | Összesen |
| 1.                                                       | Kína (CHN)                                               | 14                                                       | 1                                                        | 0                                                        | 15       |
| 2.                                                       | Thaiföld (THA)                                           | 5                                                        | 2                                                        | 4                                                        | 11       |
| 3.                                                       | Észak-Korea (PRK)                                        | 3                                                        | 4                                                        | 2                                                        | 9        |
| 4.                                                       | Tajvan (TPE)                                             | 1                                                        | 2                                                        | 4                                                        | 7        |
| 5.                                                       | Dél-Korea (KOR)                                          | 1                                                        | 2                                                        | 1                                                        | 4        |
| 6.                                                       | Egyesült Államok (USA)                                   | 1                                                        | 0                                                        | 2                                                        | 3        |
| 7.                                                       | Kolumbia (COL)                                           | 1                                                        | 0                                                        | 1                                                        | 2        |
| 8.                                                       | Mexikó (MEX)                                             | 1                                                        | 0                                                        | 0                                                        | 1        |
| 8.                                                       | Törökország (TUR)                                        | 1                                                        | 0                                                        | 0                                                        | 1        |
| 8.                                                       | Ukrajna (UKR)                                            | 1                                                        | 0                                                        | 0                                                        | 1        |
|                                                          |                                                          |                                                          |                                                          |                                                          |          |
| 11.                                                      | Oroszország (RUS)                                        | 0                                                        | 4                                                        | 2                                                        | 7        |
| 12.                                                      | Indonézia (INA)                                          | 0                                                        | 3                                                        | 2                                                        | 5        |
| 13.                                                      | Fehéroroszország (BLR)                                   | 0                                                        | 2                                                        | 1                                                        | 3        |
| 13.                                                      | Kazahsztán (KAZ)                                         | 0                                                        | 2                                                        | 1                                                        | 3        |
| 15.                                                      | Magyarország (HUN)                                       | 0                                                        | 2                                                        | 0                                                        | 2        |
| 16.                                                      | Japán (JPN)                                              | 0                                                        | 1                                                        | 1                                                        | 2        |
| 16.                                                      | Lengyelország (POL)                                      | 0                                                        | 1                                                        | 1                                                        | 2        |
| 18.                                                      | Fülöp-szigetek (PHI)                                     | 0                                                        | 1                                                        | 0                                                        | 1        |
| 18.                                                      | Nigéria (NGR)                                            | 0                                                        | 1                                                        | 0                                                        | 1        |
| 18.                                                      | Románia (ROU)                                            | 0                                                        | 1                                                        | 0                                                        | 1        |
|                                                          |                                                          |                                                          |                                                          |                                                          |          |
| 21.                                                      | Egyiptom (EGY)                                           | 0                                                        | 0                                                        | 1                                                        | 1        |
| 21.                                                      | Görögország (GRE)                                        | 0                                                        | 0                                                        | 1                                                        | 1        |
| 21.                                                      | India (IND)                                              | 0                                                        | 0                                                        | 1                                                        | 1        |
| 21.                                                      | Kanada (CAN)                                             | 0                                                        | 0                                                        | 1                                                        | 1        |
| 21.                                                      | Spanyolország (ESP)                                      | 0                                                        | 0                                                        | 1                                                        | 1        |
|                                                          |                                                          |                                                          |                                                          |                                                          |          |
| Összesen                                                 | Összesen                                                 | 29                                                       | 29                                                       | 27                                                       | 85       |